# 泰格拉·洛鲁佩
泰格拉·切普克特·洛鲁佩（Tegla Chepkite Loroupe，1973年5月9日—），肯尼亚长跑运动员、路跑者，全球和平、女权和教育的发言人。25000米和30000米的世界纪录保持者，此前还保持着世界马拉松纪录。她是第一位保持马拉松世界纪录的非洲女性，她从1998年4月19日一直保持到2001年9月30日。她是三届世界半程馬拉松錦標賽冠军。还是第一位赢得纽约马拉松比赛的非洲女性，她曾两次赢得该比赛。她曾在伦敦、鹿特丹、香港、柏林和罗马赢得马拉松比赛。

## 生平
泰格拉·洛鲁佩出生在肯尼亚西波克特郡莱兰区的卡帕赛特村。它位于内罗毕以北约600公里的裂谷内。她的父母来自波科特部落，一个肯尼亚北部、乌干达东部和埃塞俄比亚南部部分地区的尼罗特族群。
六岁时，洛鲁佩在卡帕赛特小学开始上学；她每天早上必须跑十公里往返学校。在学校，当她在800和1500米的比赛中与年龄较大的学生比赛时，她意识到了自己作为运动员的潜力。她决定从事跑步者的职业。然而，除了她的母亲以外，她没有得到任何人的支持。

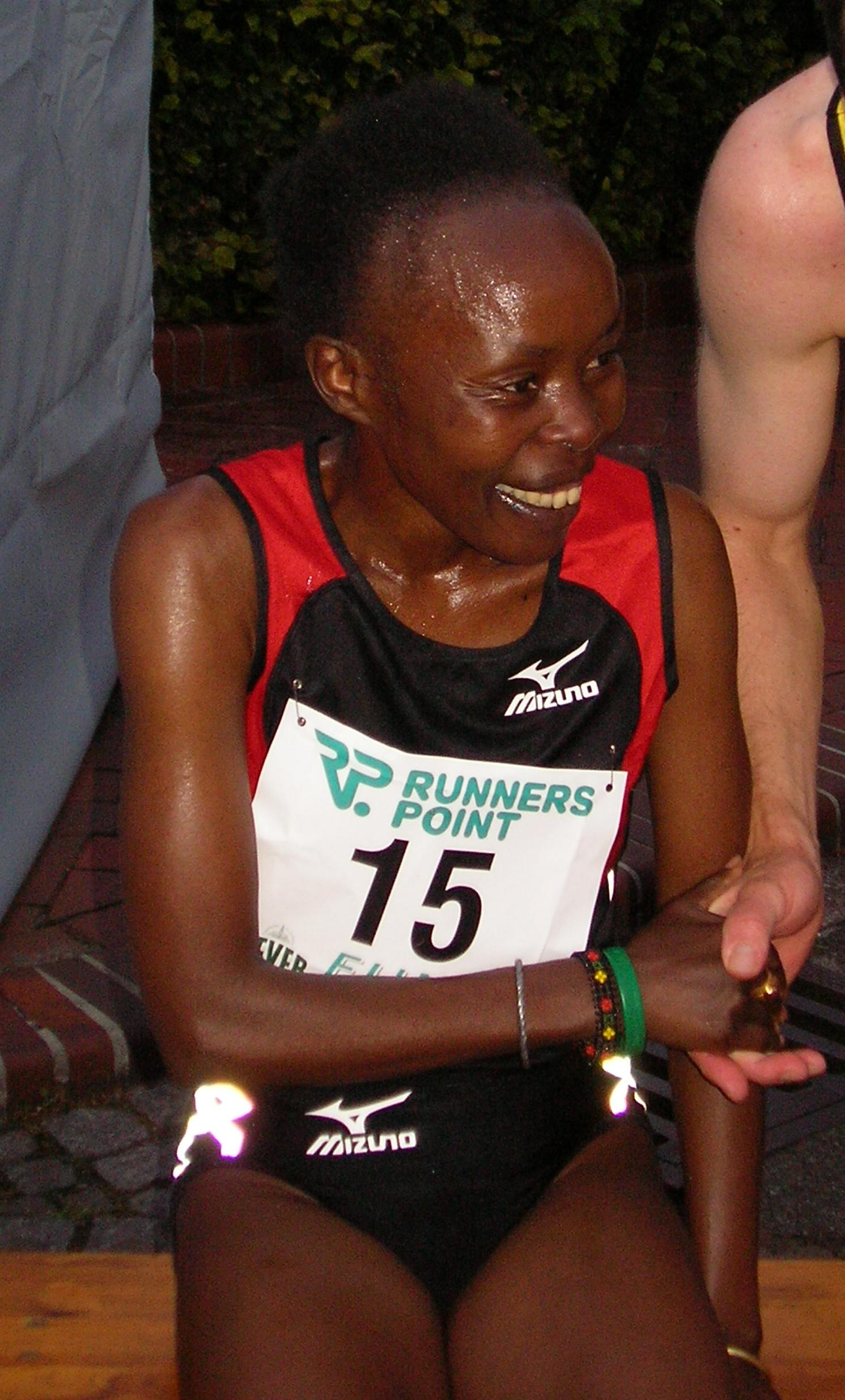
洛鲁佩于2007年在德国绍尔滕斯的一次会议上。

肯尼亚田径联合会一开始并不支持她，认为洛鲁佩太瘦小。然而，在她在1988年赢得著名的越野赤脚比赛后，情况发生了变化。次年，她开始训练参加国际比赛，1989年获得了她的第一双跑鞋，她只在特别艰难的比赛中穿。她被提名参加1989年国际田联世界越野锦标赛的青少年比赛，获得第28名。她再次参加1990年世界越野锦标赛，在青少年比赛中获得第16名。
1994年和1998年，洛鲁佩赤脚赢得了10000米以上的友好运动会。在同样的距离上，她在1995年和1999年的世界田径锦标赛上获得铜牌。
1994年，洛鲁佩在纽约参加了她的第一场大型马拉松比赛。与世界上最强的竞争者竞争，她赢了。因此，她受到了非洲许多年轻人的崇拜：最终，一位女性冠军与众多成功的男跑者相得益彰。1995年，她再次赢得纽约市马拉松赛冠军，并于1998年获得第三名。
1997年至 1999年间，她在半程马拉松比赛中连续获得三项世界冠军。1997年至1999年间，她曾三度赢得鹿特丹马拉松冠军。1999年获得柏林馬拉松冠军，2001年获得亚军。1999年在大阪國際女子馬拉松中获得亚军。
洛鲁佩曾三度（1992、1993和1998）赢得荷兰Zevenheuvelenloop 15K比赛的冠军。她是七次（1993-1998，2000）埃格蒙德半程马拉松冠军。她曾六次赢得里斯本半程马拉松赛的冠军：1994-1997、1999和2000年。她赢得了蒂尔堡公路赛，五次（1993，1994，1996，1998，1999）也是创纪录的数字。1994年和1998年巴黎半程马拉松冠军，1998年海牙城市-码头-城市环圈半程马拉松冠军，1999年荷兰Parelloop 10K冠军。
在2000年悉尼夏季奥运会期间，她有望赢得马拉松和10000米两项冠军，但在比赛前一天晚上遭受了严重的食物中毒。尽管如此，她还是坚持了马拉松比赛，获得了第13名，然后在第二天跑了10000米，获得了第5名，两场比赛都赤脚跑，她后来说，她取得这一成就是出于对所有将她作为家乡希望承载者的人的责任感。。直到2001年底，她一直饱受各种健康问题的困扰。
2000年，她赢得伦敦马拉松和罗马马拉松。她还赢得了2002年洛桑马拉松、2003年科隆马拉松和2004年莱比锡马拉松冠军。
洛鲁佩参加了2005年在芬兰赫尔辛基举行的世界田径锦标赛马拉松比赛，但仅获得第40名。2006年2月，她赢得香港半程马拉松冠军。同年，她在鹿特丹马拉松赛中获得第五名，在威尼斯马拉松中获得第二名。2007年，她再次参加纽约马拉松，获得第8名。
洛鲁佩最大的成功包括20、25和30公里的世界纪录以及过去的马拉松距离纪录。她曾经保持着在德国博格霍尔茨豪森创下的18340米的一小时跑世界纪录，但该纪录在十年后的2008年被埃塞俄比亚的蒂尔·图打破（新纪录18,517米）。

## 亲善
2006年，她与瑞士的网球冠军罗杰·费德勒、智利的拉丁美洲足球传奇人物埃利亚斯·菲格罗亚以及澳大利亚的残奥会金牌得主卡卡特里娜·韦伯一起被秘书长科菲·安南任命为联合国体育大使。她是国际田联、国际田径联合会和联合国儿童基金会的国际体育大使。
2003年，洛鲁佩创建了由泰格拉·洛鲁佩和平基金会“Peace Through Sports”赞助的年度和平马拉松系列赛。在她的家乡肯尼亚、乌干达和苏丹，总统、总理、大使和政府官员与战士和游牧民一起奔走，为饱受来自交战部落的战士袭击之苦的地区带来和平。2010年，数百名战士放下武器，肯尼亚政府称赞了她的成就。
她在肯尼亚西北部的高山城镇卡彭古里亚为该地区的儿童建立了一所学校（泰格拉·洛鲁佩和平学院）和孤儿院。
2006年和平马拉松赛于2006年11月18日在肯尼亚卡彭古里亚举行。来自六个部落的两千名战士进行了角逐。下一次和平马拉松将于2008年11月15日在肯尼亚卡彭古里亚举行。预计会有许多驻肯尼亚大使，以及总理以及几位肯尼亚、坦桑尼亚和乌干达部长。
2007年2月，她被任命为乐施会达尔富尔体育与和平大使。2006年12月，她与佐治·古尼、乔伊·奇克和唐·钱德尔一起前往北京、开罗和纽约执行外交任务，以结束达尔富尔的暴力事件。她在2007年肯尼亚年度体育人物奖中被列入了“社区英雄”类别。
2009年11月，洛鲁佩代表 Shoe4Africa 团队。与创始人托比·坦斯尔和女演员莎拉·瓊斯一起跑纽约马拉松，以 3:54:02 完成比赛。
洛鲁佩是“和平冠军”俱乐部的成员，该俱乐部由 54 名著名的精英运动员组成，致力于通过体育为世界和平服务，由总部位于摩纳哥的国际组织和平体育创建。
据奥运新闻媒体报道，国际奥委会表彰了六名女性，其中五名来自各大洲，一名代表世界，表彰她们的成就和促进女子体育运动的工作。洛鲁佩被授予世界奖杯。
2015年，洛鲁佩成为无家者世界杯的大使。
2016年，她担任团长，为2016年夏季奥运会组织难民代表团。在那些比赛中，洛鲁佩因其在促进和平方面的工作而被引入奥林匹克运动员终身项目。2016年10月，洛鲁佩被授予联合国年度人物。

## 国际比赛
| 年   | 賽事                 | 舉辦城市       | 名次   | 記錄    |
| 代表 | 代表                 | 代表           | 代表   | 代表    |
| ---- | -------------------- | -------------- | ------ | ------- |
| 1992 | 奥林匹克运动会       | 西班牙巴塞罗那 | 第17名 | 10000米 |
| 1993 | 世界锦标赛           | 德国斯图加特   | 第4名  | 10000米 |
| 1995 | 世界锦标赛           | 瑞典哥德堡     | 季军   | 10000米 |
| 1996 | 奥林匹克运动会       | 美国亚特兰大   | 第6名  | 10000米 |
| 1997 | 世界半程马拉松锦标赛 | 斯洛伐克科希策 | 冠军   | 个人    |
| 1997 | 世界半程马拉松锦标赛 | 斯洛伐克科希策 | 亚军   | 团体    |
| 1997 | 世界锦标赛           | 瑞典哥德堡     | 第6名  | 10000米 |
| 1998 | 世界半程马拉松锦标赛 | 瑞士苏黎世     | 冠军   | 个人    |
| 1998 | 世界半程马拉松锦标赛 | 瑞士苏黎世     | 冠军   | 团体    |
| 1999 | 世界半程马拉松锦标赛 | 意大利巴勒莫   | 冠军   | 个人    |
| 1999 | 世界半程马拉松锦标赛 | 意大利巴勒莫   | 冠军   | 团体    |
| 1999 | 世界锦标赛           | 西班牙塞维利亚 | 季军   | 10000米 |
| 2000 | 奥林匹克运动会       | 澳大利亚悉尼   | 第13名 | 马拉松  |
| 2000 | 奥林匹克运动会       | 澳大利亚悉尼   | 第5名  | 10000米 |
| 2005 | 世界锦标赛           | 芬兰赫尔辛基   | 第40名 | 马拉松  |

## 马拉松
| 年   | 賽事               | 舉辦城市       | 名次     | 記錄   |
| ---- | ------------------ | -------------- | -------- | ------ |
| 1994 | 纽约马拉松         | 美国纽约       | 冠军     | 马拉松 |
| 1995 | 纽约马拉松         | 美国纽约       | 冠军     | 马拉松 |
| 1996 | 波士顿马拉松       | 美国波士顿     | 亚军     | 马拉松 |
| 1996 | 纽约马拉松         | 美国纽约       | 第7名    | 马拉松 |
| 1997 | 鹿特丹马拉松       | 荷兰鹿特丹     | 冠军     | 马拉松 |
| 1997 | 纽约马拉松         | 美国纽约       | 第7名    | 马拉松 |
| 1997 | 大阪国际女子马拉松 | 日本大阪       | 第7名    | 马拉松 |
| 1998 | 鹿特丹马拉松       | 荷兰鹿特丹     | 冠军     | 马拉松 |
| 1998 | 纽约马拉松         | 美国纽约       | 季军     | 马拉松 |
| 1999 | 大阪国际女子马拉松 | 日本大阪       | 亚军     | 马拉松 |
| 1999 | 鹿特丹马拉松       | 荷兰鹿特丹     | 冠军     | 马拉松 |
| 1999 | 柏林马拉松         | 德国柏林       | 冠军     | 马拉松 |
| 2000 | 罗马马拉松         | 意大利罗马     | 冠军     | 马拉松 |
| 2000 | 伦敦马拉松         | 英国伦敦       | 冠军     | 马拉松 |
| 2000 | 悉尼马拉松         | 澳大利亚悉尼   | 第13名   | 马拉松 |
| 2000 | 纽约马拉松         | 美国纽约       | 第6名    | 马拉松 |
| 2001 | 伦敦马拉松         | 英国伦敦       | 第8名    | 马拉松 |
| 2001 | 柏林马拉松         | 德国柏林       | 亚军     | 马拉松 |
| 2002 | 名古屋女子马拉松   | 日本名古屋     | 第7名    | 马拉松 |
| 2002 | 洛桑马拉松         | 瑞士洛桑       | 冠军     | 马拉松 |
| 2003 | 科隆马拉松         | 德国科隆       | 冠军     | 马拉松 |
| 2004 | 莱比锡马拉松       | 德国莱比锡     | 冠军     | 马拉松 |
| 2004 | 纽约马拉松         | 美国纽约       | 第11名   | 马拉松 |
| 2005 | 伦敦马拉松         | 英国伦敦       | 第11名   | 马拉松 |
| 2005 | 世界田径锦标赛     | 芬兰赫尔辛基   | 第40名   | 马拉松 |
| 2006 | 鹿特丹马拉松       | 荷兰鹿特丹     | 第5名    | 马拉松 |
| 2006 | 威尼斯马拉松       | 意大利威尼斯   | 亚军     | 马拉松 |
| 2006 | 孟买马拉松         | 印度孟买       | 第6名    | 马拉松 |
| 2007 | 渣打马拉松         | 各种           | 第7名    | 马拉松 |
| 2007 | 纽约马拉松         | 美国纽约       | 第8名    | 马拉松 |
| 2007 | 拉斯维加斯马拉松   | 美国拉斯维加斯 | 季军     | 马拉松 |
| 2008 | 长野马拉松         | 日本长野       | 第12名   | 马拉松 |
| 2009 | 纽约马拉松         | 美国纽约       | 第2353名 | 马拉松 |
| 2011 | 哥本哈根马拉松     | 丹麦哥本哈根   | 亚军     | 马拉松 |
| 2011 | 纽约马拉松         | 美国纽约       | 第30名   | 马拉松 |